# Leptohymenium brachystegium
Leptohymenium brachystegium är en bladmossart som beskrevs av Bescherelle 1892. Leptohymenium brachystegium ingår i släktet Leptohymenium och familjen Hylocomiaceae. Inga underarter finns listade i Catalogue of Life.